# Куегнероміцес
Куегнероміцес (Kuehneromyces) — рід агарикальних грибів, що належить до родини строфарієві. Уперше знайдений у 1946 році дослідниками Олександр Хенчетт Сміт та Зігнер Рольф.

## Опис
Близький до роду Лускатка (Pholiota), але відрізняється  від нього відсутністю луски на шапинці, і властивістю шапинки змінювати вигляд в залежності від вологості. Шапинки жовто-бурі, часто по краю смугасті. Ніжка центральна, довга, злегка зігнута, гладка або луската.

## Поширення
Представники роду сапротрофи, на гнилих пеньках і стовбурах.
Всі види їстівні. В Україні відомий один вид — Опеньок літній (Kuehneromyces mutabilis).